# Mundilfari (satélite)

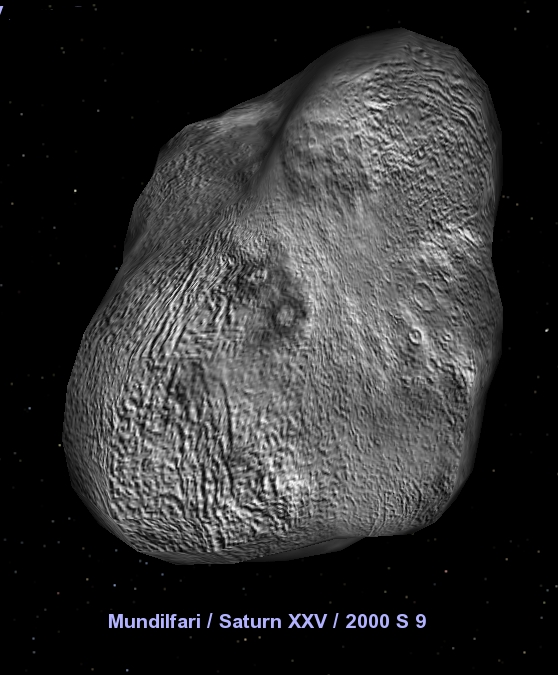
Imagem ilustrativa de Mundilfari.

Mundilfari, também conhecido como Saturno XXV, é um satélite natural de Saturno. Sua descoberta foi anunciada por Brett J. Gladman, et al. em 2000, recebendo a designação provisória S/2000 S 9.
Mundilfari tem cerca de 5,6 km de diâmetro, e orbita Saturno a uma distância média de 18 360 000 km em 928,806 dias, com uma inclinação de 170° com a eclíptica (150° com o equador de Saturno), em uma direção retrógrada com uma excentricidade de 0,198.
Foi nomeado em agosto de 2003 a partir de Mundilfari, da mitologia nórdica.